# Dysschema imitata
Dysschema imitata là một loài bướm đêm thuộc phân họ Arctiinae, họ Erebidae.